# Atractus biseriatus
Atractus biseriatus este o specie de șerpi din genul Atractus, familia Colubridae, descrisă de Prado 1941. Conform Catalogue of Life specia Atractus biseriatus nu are subspecii cunoscute.